# Rodenburg (Familienname)
Der Familienname Rodenburg ist überwiegend in Belgien und den Niederlanden verbreitet. In Deutschland ist der Name eines Variante von Rodenberg.

## Personen
- Brecht Rodenburg (* 1967), niederländischer Volleyballspieler und Olympiateilnehmer
- Carl Rodenburg (1894–1992), deutscher Generalleutnant
- Henry Rodenburg († 1899), deutschstämmiger US-amerikanischer Soldat der Indianerkriege
- John Rodenburg (* 1960), britischer Professor für Elektronik und Elektrotechnik und Mitglied der Royal Society
- Patsy Rodenburg (* 1953), britische Synchronsprecherin, Autorin und Lehrerin an der Guildhall School of Music and Drama
- Phuttharaksa Neegree-Rodenburg (* 1974), thailändische Ruderin und vierfache Olympiateilnehmerin